# Hidroxil

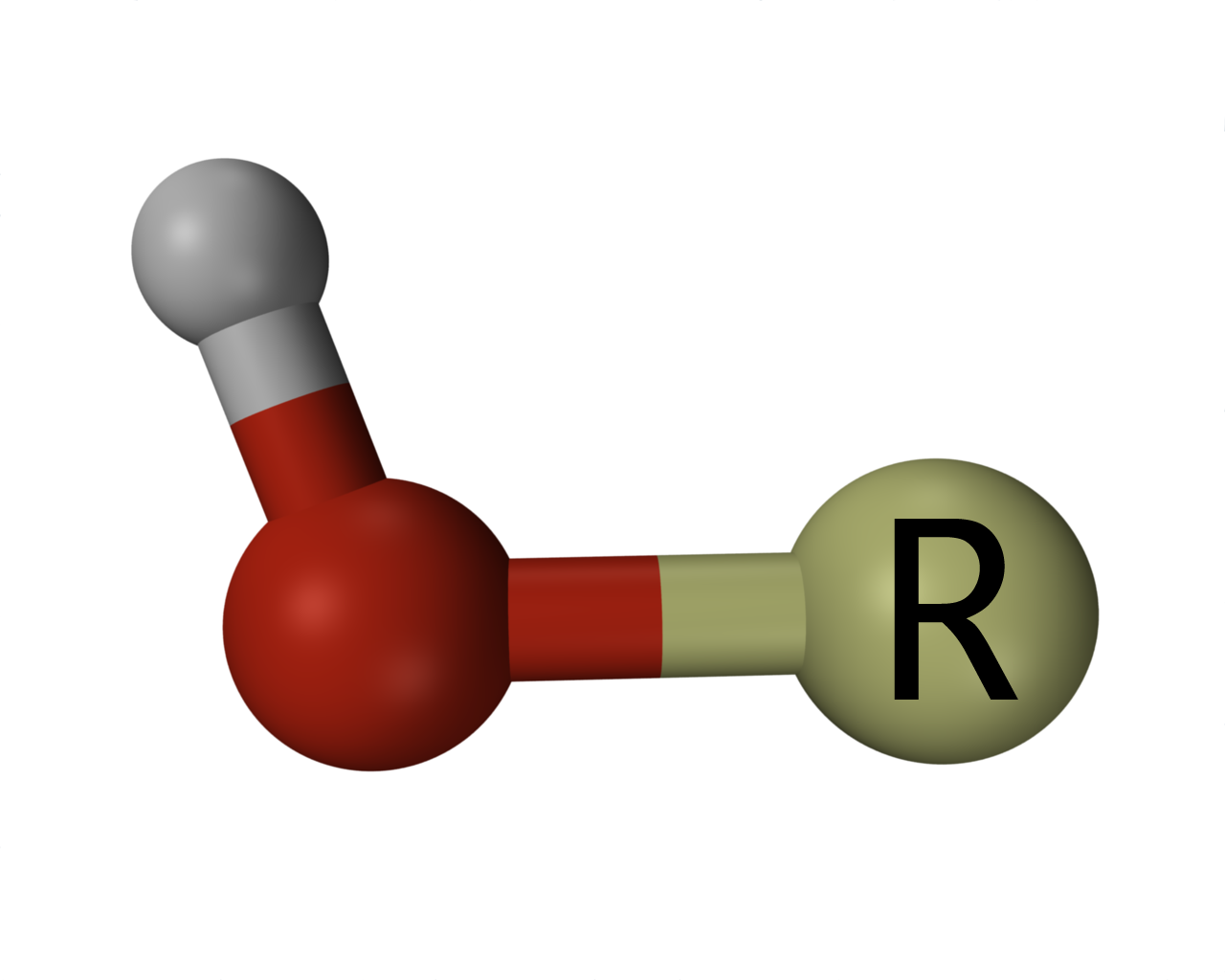
Reprezentare generală a grupării hidroxil în cadrul unui compus organic, unde R poate fi un radical sau un rest de hidrocarbură

Grupa hidroxil este o grupă funcțională, formată dintr-un atom bivalent de oxigen, de care este legat un atom de hidrogen, scrisă de obicei ca -OH:. Este totodată și un radical care e intermediar de reacție în procese ca termoliza apei și a apei oxigenate. Reacția chimică de introducere a unei grupe hidroxil în molecule se numește hidroxilare.

## Radical intermediar de reacție
Poate participa ca intermediar în reacții radicalice.

## În chimia organică
În chimia organică, sunt 2 tipuri de compuși, stabili, ce conțin grupa hidroxil: fenolii și alcoolii. Există, de asemenea, și enoli care sunt instabili și tautomerizează în compuși carbonilici. Datorită acestor grupe, între grupele hidroxil ai alcoolilor se stabilesc legături de hidrogen puternice, ceea ce le conferă puncte de topire relativ ridicate.
Alcoolii sunt compuși saturați sau nesaturați, pe a căror schelet alifatic sunt grefate grupele hidroxil. Fenolii sunt compuși aromatici (nuclee aromatice), ce au gruparea OH la nucleul aromatic. Gruparea OH în aceste cazuri are un caracter slab acid, reacționând cu metalele alcaline și putând ceda un proton formând săruri ale fenolilor numite fenoxizi Ar-O-Na+.